# Telex.si
Telex.si je slovenski spletni ponudnik novic v formatu RSS, ki deluje od leta 2010.
Obsega 673 virov iz slovenskih medijev, blogov ter drugih internetnih strani. Dnevno se avtomatično objavi med 1.500-2.500 RSS povzetkov novic, na letni bazi pa okoli milijon. Skozi tehnologijo RSS se izmenjuje vse od besedila pa do vseh raznovrstnih multimedijskih virov.
Telex.si razporeja novice po kategorijah (Slovenija, Svet, Šport, Kronika, Gospodarstvo, Tehnologija, Zanimivosti, Scena, Kultura, Zdravje).
Veliko se uporablja kot pomoč v novinarstvu in založništvu.